# Idaea apoa
Idaea apoa är en fjärilsart som beskrevs av Fletcher 1958. Idaea apoa ingår i släktet Idaea och familjen mätare. Inga underarter finns listade i Catalogue of Life.